# Шведська імперія
Шве́дська імпе́рія (швед. Stormaktstiden, «Епоха великодержавності») — історичний термін, що позначає королівство Швеція і її володіння в період з 1561 р. (після завоювання Естляндії) до 1721 р. (поступка Балтійських країн та східної Фінляндії на користь Росії за Ништадтським миром). У цей період Швеція являла собою одну з великих держав світу.

## Історія

### Поява великої держави
Швеція стала великою європейською державою за Акселя Оксенштерна та короля Густава Адольфа. Внаслідок придбання територій, захоплених у Росії та Речі Посполитої, а через участь у Тридцятилітній війні Швеція стала лідером протестантизму.
Під час Тридцятилітньої війни Швеції вдалося підкорити приблизно половину держав, що входили до Священної Римської імперії. Доля війни кілька разів змінювалася туди-сюди. Після поразки в битві при Нердлінгені (1634 р.), довіра до Швеції серед контрольованих Швецією німецьких держав була зруйнована, і кілька провінцій відмовилися від подальшої військової підтримки Швеції, залишивши їй лише пару північних німецьких провінцій. Після того як Франція втрутилася на тому ж боці, що й Швеція, доля знову змінилася. У міру того, як війна тривала, кількість загиблих серед цивільних і військових зростала, а коли вона закінчилася, це призвело до серйозної депопуляції в німецьких землях. Хоча точних оцінок населення не існує, історики вважають, що населення Священної Римської імперії скоротилося на одну третину в результаті війни.
Швеція засновувала заморські колонії, переважно в Новому Світі. Нова Швеція була заснована в долині річки Делавер у 1638 році, а пізніше Швеція висунула претензії на ряд островів Карибського моря. Вздовж узбережжя Західної Африки також була побудована низка шведських фортів і торгових постів, але вони не були призначені для шведських поселенців.

### Вестфальський мир
Після закінчення Тридцятилітньої війни Вестфальський мир 1648 року надав Швеції території як військові репарації. Швеція вимагала Сілезію, Померанію (які перебували у її володінні після Штеттінського договору (1630)) та військової контрибуції у розмірі 20 000 000 риксдалерів.
Завдяки зусиллям Йохана Оксенштерна та Йохана Адлера Сальвіуса було отримано:
- Шведську Померанію, шведська частка колишнього Померанського герцогства після Штеттінського договору (1653) , що складається з
  - Західної Померанії з островами Рюген, Узедом і Воллін, а також містами Щецин, Грайфсвальд і Штральзунд;
  - Задньої Померанії на правому березі Одри;
- місто Вісмар з округами;
- єпископство Бремен-Верден з містом Вільдесгаузен;
- 5 000 000 риксдалерів.

Ці німецькі володіння мали стати феодами Священної Римської імперії. Це дозволило Швеції голосувати в імперському сеймі (Рейхстазі) та дозволило їй «керувати» Нижньосаксонським колом поперемінно з Бранденбургом. Франція та Швеція, крім того, стали спільними гарантами договору з імператором Священної Римської імперії, і їм було доручено виконувати його положення, прийняті виконавчим конгресом Нюрнбергу в 1650 році.

### Внутрішня консолідація
Швеція займала слабку позицію лідера. Обережна державна мудрість могла означати постійне панування на узбережжі Балтійського моря, але залишала мало місця для помилок. На жаль, екстравагантність двох безпосередніх наступників Густава Адольфа, Христини та Карла X Густава, спричинила великі труднощі для нової імперії. Марнотратство Христини довело державу до банкрутства, а фінансові труднощі викликали громадські хвилювання перед її зреченням. Шведський народ боявся, що зовнішня, штучна велич їхньої країни може бути куплена втратою громадянських і політичних свобод. Шведський народ сподівався, що новий король розв’яже проблему занадто великої влади, наданої дворянству.
Карл X Густав був сильним арбітром між народом і знаттю. Будучи передусім військовим, він спрямував своє прагнення до військової слави, але він також був надзвичайно проникливим політиком. Роблячи великий наголос на військовій силі, він також розумів, що внутрішня єдність необхідна для потужної зовнішньої політики.
Карл X Густав зробив усе можливе, щоб оговтатися від фінансового марнотратства Христини. Однак його власне прагнення до військової слави могло спричинити проблеми для його країни. За три дні він переконав шведів у можливості свого нападу на Річ Посполиту. Однак, коли 10 липня 1654 року він виїхав зі Стокгольма до Варшави, він отримав більше особистої слави, ніж переваг для своєї країни. Польсько-шведська війна переросла у загальноєвропейську війну. Звідти він вийшов тріумфатором, але помер від повного виснаження. Відразу після його смерті, правити Швецією було призначено його єдиного сина та наступника Карла XI., якому було чотири роки. Регентська рада швидко вжила заходів, щоб припинити війну з численними ворогами Швеції, серед яких тепер були Російська імперія, Річ Посполита, Бранденбурзьке маркграфство та Данія-Норвегія.

### Олівський мир
Олівський мир 3 травня 1660 року поклав край тривалій ворожнечі з Польщею. Французьке посередництво в цьому договорі також поклало край сварці між Швецією, імператором Священної Римської імперії. Цей договір підтверджував як володіння Швеції Ліфляндією, так і суверенітет Бранденбурга над Пруссією; і король Речі Посполитої відмовився від усіх претензій на шведську корону. Договір змусив Данію та Норвегію відновити прямі переговори зі Швецією. Зрештою, згідно з Копенгагенським договором від 27 травня 1660 року, Швеція зберегла три колишні данські провінції та колишню норвезьку провінцію Богуслен, але Швеції довелося відмовитися від норвезької провінції Тренделаг і данського острова Борнгольм, які були здані під Роскілле. Російсько-шведська війна (1656–1658) була припинена Кардіським договором 2 липня 1661 року, за яким цар передав Швеції балтійські провінції — Інґрію, Естонію та Кексгольм.
Таким чином, Швеція вийшла з війни не тільки військовою державою, але й однією з найбільших держав Європи, яка володіла більш ніж удвічі більшою територією, ніж сучасна Швеція. Площа Швеції на цей час становила 1 100 000 км 2. Ця імперія містила близько чверті населення сучасної Швеції, лише 2 500 000 осіб, або приблизно 2,3 людини на квадратний кілометр. Проте експансія Швеції стала можливою частково через потрясіння та слабкість сусідніх країн, і коли вони стали більш стабільними, вони почали шукати шансів повернути втрачене.

### Поразка Данії

Зростання володінь Шведської імперії (1560–1660 рр.)

Швеція здобула значний політичний вплив, який був зменшений через втрату морального престижу. Після вступу на престол Карла X Густава в 1655 році, сусіди Швеції могли стати союзниками; однак втрата території в поєднанні з втратою релігійної свободи послабила їхні зв’язки зі Швецією. Через п'ять років після смерті Карла X Густава Швеція не тільки завдала шкоди своїм нещодавно захопленим територіям, але й стала ненависною для навколишніх держав, через відсутність захисту протестантизму. Спроба Карла X Густава отримати прихильність Бранденбурга шляхом поділу Польщі, не тільки змінила його початкову політику, але й створила нового південного суперника, майже такого ж небезпечного, як Данія–Норвегія на заході.
У 1660 році, після п’яти років війни, Швеція отримала мир і можливість організувати та розвивати нове величезне королівство. На жаль, п'ятнадцятирічне регентство, яке послідувало за Карлом Х Густавом, не змогло вирішити ситуації, що склалася. Крім того, корупція в уряді призвела до того, що Швецію найняли іноземні держави. Ця «політика субсидій» походить від Договору у Фонтенбло 1661 року, за яким Швеція в обмін на значну суму грошей підтримала французького кандидата на польський престол. Швеція розривалася між королем Франції Людовиком XIV і його супротивниками в планах контролювати Іспанські Нідерланди. Переважала антифранцузька фракція, а в квітні 1668 року Швеція приєдналася до Троїстого союзу, що поклало край французьким придбанням через Екс-ла-Шапельський договір. Протягом наступних чотирьох років Швеція залишалася вірною Троїстому союзу, але в 1672 році Людовику XIV вдалося ізолювати Голландську республіку та повернути Швецію як союзника. За Стокгольмським договором 14 квітня 1672 року, Швеція уклала угоду з Францією про захист своєї сфери інтересів, що містила Нідерландську Республіку, від ворожих претензій Німеччини в обмін на 400 000 риксдалерів на рік у мирний час і 600 000 у воєнний час.

### Дансько-шведська війна
У 1674 році Людовик XIV закликав Швецію вторгнутися в курфюрство Бранденбург. У травні 1675 року шведська армія просунулася до Марки, але 18 червня зазнала поразки під Фербелліном і відступила до. Справа Фербелліна була простою сутичкою з фактичними втратами менше ніж 600 осіб, але вона зробила Швецію вразливою і дала можливість сусіднім країнам атакувати.
У цей момент імперія почала розпадатися. У 1675 році Шведська Померанія та герцогство Бремен були захоплені бранденбуржцями, австрійцями та датчанами. У грудні 1677 р. курфюрст Бранденбурга захопив Щецин. Штральзунд упав 15 жовтня 1678 року. Грайфсвальд, останнє володіння Швеції на континенті, було втрачено 5 листопада. 4 серпня 1677 року через знищення морської сили Швеції оборонний союз із королем Польщі Іваном III був визнаний недійсним. Скандинавські провінції та колись східна Данія, стали центром інтенсивних боїв між шведами та датчанами, з широкомасштабним зіткненням між основними арміями під Лундом у грудні 1676 р. Після цього Сконе було розділено на Данські та шведські анклави, зосереджені навколо головних міст до кінця війни. Решта територій у були в основному нічийними землями, де точилася «маленька війна», зі шведськими військами з одного боку та данськими офіційними та напівофіційними військами (вільними стрільцями тощо) у поєднанні з озброєними місцевими жителями.
Завдяки військовим успіхам молодого шведського короля на батьківщині та дипломатичній діяльності Людовика XIV, у березні 1677 року в Неймегені розпочалися засідання мирного конгресу. На початку квітня 1678 року французький король продиктував умови миру. Однією з його головних умов була повна реституція Швеції, оскільки йому потрібен був сильний шведський союзник. Однак Карл XI відмовився погодитися на поступку територій своїм ворогам, що змусило французького короля вести переговори від імені Швеції без її згоди. Згідно з Німвегенським договором 7 лютого та Сен-Жерменським договором 29 червня 1679 року Швеція отримала майже повну реституцію своєї німецької території.

### Карл XI
Залишок правління Карла XI примітний революцією, під час якої уряд Швеції було перетворено на напівабсолютну монархію. Король вийшов із війни переконаним, що якщо Швеція хоче зберегти свої позиції великої держави, їй необхідно радикально реформувати всю свою економічну систему та обмежити владу аристократії. Карл XI відчув, що може зробити це тепер, маючи союзників у нижчих орденах, які його підтримують.
За його правління, Швеція стала абсолютною монархією, але запровадила право шведського народу консультуватися з усіх важливих питань в парламенті.

### Карл XII і Велика Північна війна
Після смерті Карла XI трон успадкував його неповнолітній син Карл XII. Після короткого регентства, він був оголошений повнолітнім для правління. Через три роки, у 1700 році, Данія-Норвегія, Польща та Росія, країни, які втратили найбільше території на користь Швеції, спільно оголосили війну. Данія-Норвегія незабаром була змушена укласти мир після спільного втручання шведської, англійської та голландської армій, після чого короля та більшу частину шведської армії було відправлено до балтійських провінцій, де російська та польська армії взяли в облогу кілька міст. Російська армія зазнала серйозної поразки в битві під Нарвою, після чого Карл повів армію до Польщі з наміром скинути з престолу польського короля Августа II. Це зайняло кілька років, але в 1706 році  він досяг своєї мети.
Тим часом Росії вдалося заволодіти кількома містами на Балтійському морі. Замість спроби відбити їх, Карл вирішив йти прямо на Москву, але через екстремальні погодні умови, труднощі з його лініями постачання та російську стратегію випаленої землі він був змушений повернути в бік України. У 1709 році в Полтавській битві шведська армія була розбита і захоплена в полон; Карлу вдалося втекти на південь. Після поразки під Полтавою, Польща та Данія знову вступили у війну разом з іншими країнами, які бажали отримати частини шведських провінцій. У наступні роки більшість з них впаде і Росія окупує східну половину Шведської імперії (нинішня Фінляндія).
Незважаючи на ці невдачі, Карл XII двічі намагався вторгнутися до Норвегії, щоб знову змусити Данію та Норвегію вийти з війни. 30 листопада 1718 року король Карл XII був смертельно поранений під час облоги фортеці. З його смертю шведські військові дії здебільшого припинилися, хоча Росія продовжувала переслідувати цивільне населення шведських прибережних територій, поки в 1721 році нарешті не було підписано заключний Ніштадський договір. Швеція залишалася регіональною державою до 19-го століття, але Велика Північна війна поклала кінець часу Швеції як великої держави.

## Володіння Шведської імперії у Європі
У Скандинавії:

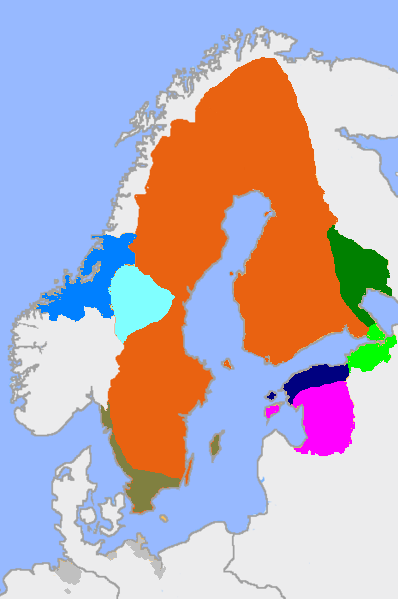
Шведська імперія та її європейські володіння в 1658 р.

Нова Швеція, 1638 р. — нині штати Делавер, Нью-Джерсі й Пенсільванія

- Аландські острови (близько 1180–1809 рр., 1918 р.)
- острів Борнхольм (1658–1660 рр.)
- Норвегія (1814–1905 рр.)
- Фінляндія (близько 1180–1808 рр.)

У Прибалтиці:
- Курляндія (1701–1709 рр.)
- Шведська Естляндія (включаючи острів Езель) (1561–1710 рр.)
- Шведська Інгерманландія (Інгрія) (1583–1595 рр., 1617–1703 рр.)
- Шведська Лівонія (1621–1710 рр.)
- Мемель (Клайпеда) (1629–1635 рр.)

Німецькі землі:
- Бремен-Верден (1645–1715 рр.)
- Аугсбург (1632–1635 рр.)
- Ерфурт (1632–1650 рр.)
- Мінден (1636–1649 рр.)
- Шведська Померанія і Рюген (1631–1815 рр.)
- Шведська Пруссія (1629–1635 рр.)
- Вісмар (1632–1803 рр.)

## Заморські колонії Шведської імперії
Антильські острови:
- острів Гваделупа (1813–1814 рр.)
- острів Сен-Бартельмі (1784–1878 рр.)

У Північній Америці:
- Нова Швеція (1638–1655 рр.)

В Африці:
- Шведський Золотий берег (1650–1653 рр.)

## Війни Шведської імперії
- Дансько-шведські війни
- Польсько-шведські війни
- Російсько-шведські війни